# Grevedämmet

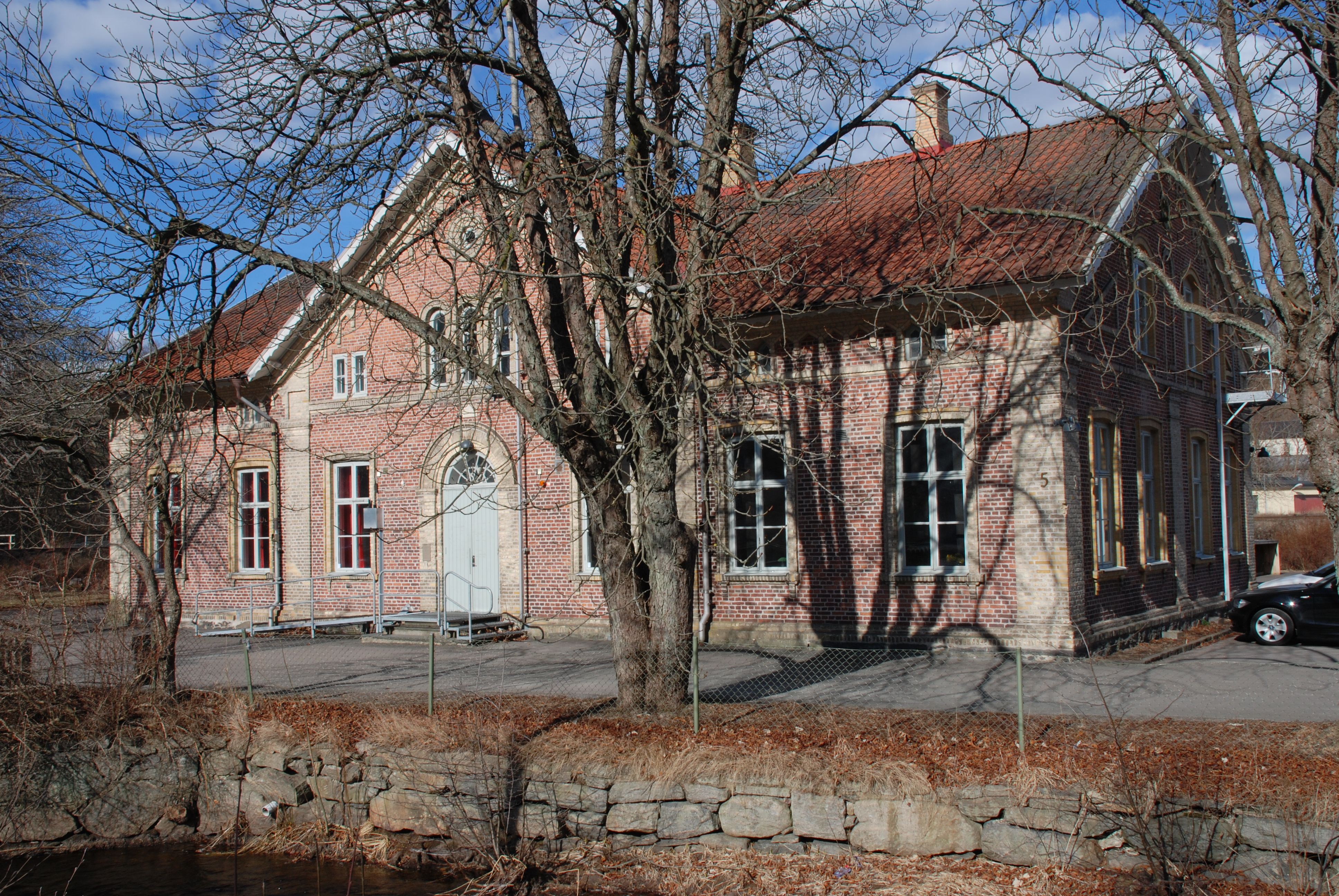
Grevedämmets skola.

Grevedämmet är ett område i mellersta delen av kommundelen Östra Mölndal (motsvarande Stensjöns distrikt). Grevedämmet ligger i övre delen av Mölndalsfallen i Mölndals Kvarnby. 
Inom området har bedrivits sågverks- och textilindustri, och en av Mölndals första skolor finns i området.

## Sågverk och textilindustri
Fram till 1890-talet flottades timmer genom Mölndalsåns övre lopp fram till Grevedämmet, där timret antingen lastades på vagnar eller släpades förbi forsen. En del av virket förädlades inom området och redan på 1600-talet fanns här sågkvarnar.
Virkeshanteringen var den dominerande verksamheten fram till mitten av 1800-talet, då textilindustrin började etableras vid Grevedämmet. Den första fabriken, Bettysholms spinneri, uppfördes vid det nedre fallet. Efter några år utökades verksamheten med blekeri och väveri. Antalet anställda uppgick på 1850-talet till cirka 100 och på 1870-talet hade antalet ökat till omkring 150.
Virkesverksamheten upphörde i slutet av 1800-talet och det sista sågverket revs på 1910-talet. Textilindustrin utökades från och med 1920-talet och lades ner i slutet av 1960-talet.

## Grevedämmets skola
Vid införandet av folkskolestadgan år 1842 fanns det i Mölndals Kvarnby och Fässbergs socken två skolor; dels Götiska förbundets friskola grundad år 1824 och dels Holtermanska barnhemmet i Åby, vilket grundats år 1782. Det senare var en internatskola för fattiga eller föräldralösa barn. I Mölndals Kvarnby upprätthölls småskoleundervisningen av två privatlärarinnor. Senare grundade fabrikör Francke en småskola på Korndal, där B. C. Rodhe anställdes som lärare. Franckes skola kom snart att upphöra och kommunen uppförde Grevedämmets skola år 1862.
Beslutet att bygga den nya skola, jämte två andra, togs år 1859 och byggnadsarbetet inleddes i augusti 1861. Grevedämmets skola togs i bruk år 1862, men invigdes först sommaren året därpå. Invigningen förrättades av kyrkoherden och domprosten Peter Wieselgren.
Skolan inrymde fyra lärosalar för vardera 60 elever. Två lärare och två lärarinnor var anställda och dessa hade sina bostäder på övervåningen. I skolan inrättades även ett skolkök där flickorna fick lära sig att laga mat. De fattigaste barnen fick middag varje dag i skolan.
År 1949 utökades skolan med en militärbarack, vilken användes som kök, matsal och gymnastiksal.
Grevedämmets skola lades ner år 1972, då den ersattes av den nybyggda Lackarebäcksskolan, och användes därefter till föreningsverksamheter och som ungdomsgård.

## Etymologi
Namnet kommer efter ett dämme, det vill säga en "damm, fördämning, i synnerhet en liten sådan". Förledet har förklarats med en man som kallats greve, men inte varit en riktig greve. Ordet "dammgreve" betyder uppsyningsman över dammanläggningar och fördämningar. Ortnamnet Grevedämmet uppträder första gången på 1690-talet.

## Lagskydd
- Grevedämmet utgör riksintresse för kulturvården och skyddas enligt Miljöbalken 3 kap. 6 §.[5]